# Blote handen
Blote handen is een Nederlandstalig kinderboek, geschreven door Bart Moeyaert, met illustraties van Peter van Poppel. Het werd uitgegeven in 1995 door Uitgeverij Querido (Amsterdam) en verschillende malen herdrukt (4e druk: 2004). De doelgroep is 11+.

## Vertalingen en prijzen
Het boek werd vertaald in het Duits, Italiaans, Sloveens, Noors,  Deens, Engels en Frans.
In 1996 werd het boek Blote handen bekroond met de Zilveren Griffel, de Boekenleeuw en de Prijs van de Vlaamse Gemeenschap voor Jeugdliteratuur.
In Duitsland won Blote handen, in de vertaling Bloße Hände van Mirjam Pressler, de Duitse Jeugdliteratuurprijs (1998).

## Inhoud
Het verhaal speelt zich af op oudejaarsdag. Twee vrienden, Ward en Bernie, maken een eend dood van een buurman, de zonderlinge Betjeman, die door een vuurwerkongeluk een kunsthand heeft. Hierop slaat hij het hondje van Ward dood. De spanning en woede lopen hoog op, mede omdat Ward bang is dat Betjeman (sinds die met kerst bij hen heeft gegeten) de plaats van zijn vader wil innemen. In plaats van hierover met zijn moeder te praten, baseert hij hier vermoedens op en kropt zijn gevoelens op - tot die op oudejaar tot uitbarsting komen.

## Boekbesprekingen
Na verschijning verschenen er in verschillende kranten besprekingen van het boek.
- "als er één jeugdboekenschrijver is, die weg weet met het mysterie, dan is het Bart Moeyaert. (...) het spreekt opnieuw uit het recente 'Blote handen', waarin de geheimen gevoed worden door angst en wraakzucht, die op hun beurt veroorzaakt worden door een onvermogen om met elkaar te communiceren. (...) Dat is typisch Bart Moeyaert: een geheim neerzetten en de lezer laten raden, of liever laten zoeken. (...) Bart Moeyaert schildert een samenleving waar nauwelijks gepraat wordt, maar des te meer opgepot en gefantaseerd, vooral door de beide vriendjes, die opereren als één paar schoenen, die niet zonder elkaar kunnen. Geen wonder dat daar een explosieve sfeer ontstaat". (Lieke van Duin, Trouw, 1995).[1]